# Ichthyophis subterrestris
Ichthyophis subterrestris là một loài ếch giun thuộc chi Ichthyophis, Họ Ếch giun. Đây là một loài động vật đặc hữu của Ấn Độ. Môi trường sinh sống của chúng ở các khu vực nhiệt đới và cận nhiệt đới, trong các ao hồ, sông, vùng ngập nước.